# Крещенский (Брянская область)
Крещенский — посёлок в Гордеевском районе Брянской области, в составе Творишинского сельского поселения. Расположен в 4 км к северо-востоку от села Творишино. Население — 16 человек (2010).

## История
Упоминается с 1920-х годов. В 1976 году к поселку присоединён посёлок Петровский (ныне — улица Петровская, в юго-западной части посёлка).

## Население
| Годы      | 1926 | 1979 | 1989 | 2002 | 2010 |
| --------- | ---- | ---- | ---- | ---- | ---- |
| Население | 181  | 153  | 83   | 42   | 16   |

9 человек (2013)